# 東京イラン映画祭

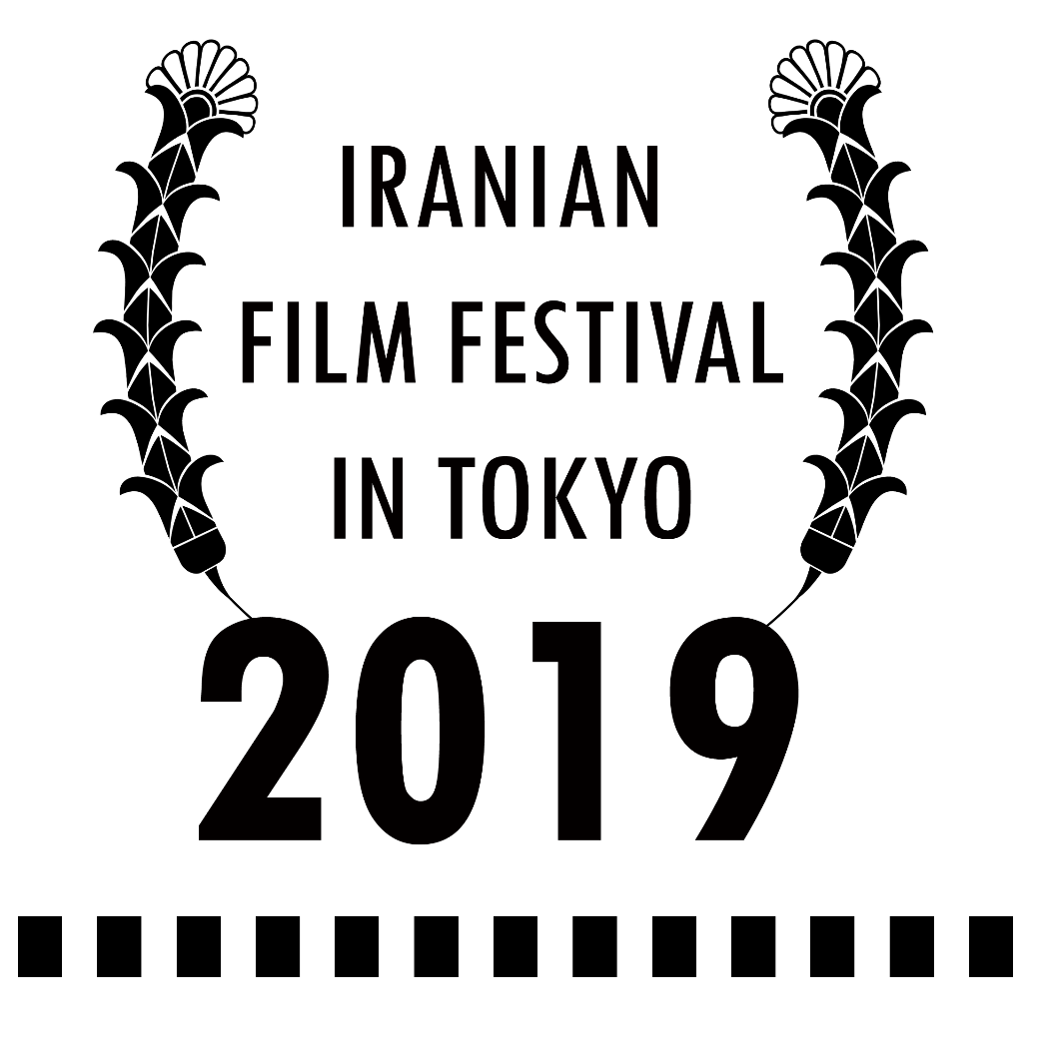
東京イラン映画祭2019のロゴマーク（2）

東京イラン映画祭（とうきょうイランえいがさい、ペルシア語: هفته فیلم ایران در ژاپن、英語: Iranian Film Festival in Tokyo）は、イラン文化センター（イラン・イスラム共和国大使館文化参事室）主催による映画祭。

## 概要
第1回は2018年8月7日から9日の3日間、2019年のイラン日本外交関係樹立90周年を迎えるにあたり東京都港区の赤坂区民センターで開催された。
その後は毎年恒例の行事となり、第2回は2019年8月5日から7日の3日間、前年と同様に赤坂区民センターで開催された。第3回は2020年8月10日から12日まで前年までと同様に赤坂区民センターにて開催。
第4回は2021年8月13日から15日の3日間、港区立男女平等参画センター「リーブラ」で開催された。

## 上映作品
上映年度ごとに邦題の50音順で列挙。

### 第1回（2018年）
- 邦題: シャルギー（東洋人）
- 原題: シャルギー（ペルシア語: شرقی）
  - 制作: 2018年
  - 上映時間: 124分
  - 言語: ペルシア語（字幕は日本語）
  - 監督: マスウード・ターヘリー
    - 井筒俊彦のドキュメンタリー映画。イランや日本をはじめ、世界各国にいる彼の友人や弟子たちのインタビューをもとに制作された。

- 邦題: 情愛（ペルシア語版）
- 原題: デルバリー（ペルシア語: دلبری）
  - 制作: 2015年
  - 上映時間: 73分
  - 言語: ペルシア語（字幕は英語）
  - 監督: セイイェド・ジャラール・デフガーニー・エシュカザリー（ペルシア語版）
    - トゥーバーは、3児の母である。夫メイサムは瞬きでしか妻と意思疎通ができない。メイサムを慕うアミール・ホセインの結婚式が執り行われようとする中、彼女は夫を想い案じながら一人呟く。

- 邦題: モバーラク（ペルシア語版）
- 原題: モバーラク（ペルシア語: مبارک）
  - 制作: 2014年
  - 上映時間: 90分
  - 言語: ペルシア語（字幕は英語）
  - 監督：モハンマドレザー・ナジャフィー・エマーミー
    - 語り部である一人の老人は、ペルシア文学の古典『シャー・ナーメ』（王書）に登場するキャラクターの人形を仕事に使っている。その孫娘ゴルパリーは、祖父である語り部を嫌っていた。玩具屋オーナーのエッシー・パラングは、人形を奪い取ろうと企むが、それらが命を得るとゴルパリーとともに不思議な冒険に巻き込まれる。

- 邦題: ナルゲスの季節（ペルシア語版）
- 原題: ファスレ・ナルゲス（ペルシア語: فصل نرگس）
  - 制作: 2015年
  - 上映時間: 95分
  - 言語: ペルシア語（字幕は英語）
  - 監督: ネガール・アーザルバーイジャーニー（ペルシア語版）
    - 女性監督による作品。3人の関連するストーリーを通じて3人の女性の生活を描き出す。友情に気づかされるストーリー。

- 邦題: 人魚
- 原題: パリイェ・ダルヤーイー（ペルシア語: پری دریایی）[6]
  - 制作: 2015年
  - 上映時間: 95分
  - 言語: ペルシア語（字幕は英語）
  - 監督: マスウード・アーガーバーバーイーヤーン
    - 映画の舞台では、ペルシア湾の海の中、イラン・イラク戦争8年間の時期に殉教した潜水兵の像が捉えられる。

- 邦題: ボディーガード（ペルシア語版、英語版）
- 原題: バーディーガールド（ペルシア語: بادیگارد） ※英語 Bodyguard のペルシア文字転写
  - 制作: 2016年
  - 上映時間: 105分
  - 言語: ペルシア語（字幕は英語）
  - 監督: エブラーヒーム・ハータミーキヤー（ペルシア語版、英語版）
    - 政府要人を自爆テロなどから守るボディーガードを務めるヘイダルは、理想家的気質の人間であった。彼はとある職務上の問題に直面し、仕事への献身に抱き始める。

- 邦題: 私の靴はどこだ？（ペルシア語版）
- 原題: カフシュハーヤム・クー？（ペルシア語: کفشهایم کو؟）
  - 制作: 2015年
  - 上映時間: 100分
  - 言語: ペルシア語（字幕は英語）
  - 監督: キウーマルス・プールアフマド（ペルシア語版、英語版）
    - アルツハイマー病を扱った作品である。工場経営者ハビーブ・カーヴェは、アルツハイマー病を患い、家族からも見離されていく。ちょうどその頃、娘が外国から帰国する。

### 第2回（2019年）
- 邦題: クレイジールーク（ペルシア語版）[4]
  - 制作: 2015年
  - 上映時間: 110分
  - 監督: アボルハサン・ダーヴーディー（ペルシア語版）

- 邦題: こんなに遠く、こんなに近い（ペルシア語版、英語版）[4]
  - 制作: 2005年
  - 上映時間: 121分
  - 監督: レザー・ミールキャリーミー（ペルシア語版、英語版）

- 邦題: 最後の晩餐[4]
  - 制作: 2017年
  - 上映時間: 70分
  - 監督: モハンマド・ファルド

- 邦題: 想像の甘美な味わい[4]
  - 制作: 2014年
  - 上映時間: 94分
  - 監督: カマール・タブリーズィー（ペルシア語版、英語版）

- 邦題: ペインティングプール[4]
  - 制作: 2013年
  - 上映時間: 92分
  - 監督: マーズィヤール・ミーリー（ペルシア語版、英語版）

- 邦題: ボディーガード（ペルシア語版、英語版）[4] ※第1回東京イラン映画祭で上映された映画と同一作品
  - 制作: 2016年
  - 上映時間: 105分
  - 監督: エブラーヒーム・ハータミーキヤー（ペルシア語版、英語版）

- 邦題: ロスト・ストレイト[4]
  - 制作: 2016年
  - 上映時間: 93分
  - 監督: バフラーム・タヴァコリー（ペルシア語版）